# Панни
Панни (итал. Panni) — коммуна в Италии, располагается в регионе Апулия, в провинции Фоджа.
Население составляет 940 человек (2008 г.), плотность населения составляет 29 чел./км². Занимает площадь 33 км². Почтовый индекс — 71020. Телефонный код — 0881.
Покровителями коммуны почитаются Пресвятая Богородица (Madonna del Bosco) и святой Констант, празднование 26 августа.

## Демография
Динамика населения:

## Администрация коммуны
- Официальный сайт: https://web.archive.org/web/20071121015750/http://www.comunedipanni.it/